# Eudonia antiquella
Eudonia antiquella là một loài bướm đêm trong họ Crambidae.